# Campeonato Europeo de Patinaje de Velocidad sobre Hielo de 2009
El CIII Campeonato Europeo de Patinaje de Velocidad sobre Hielo se celebró en Heerenveen (Países Bajos) del 9 al 11 de enero de 2009 bajo la organización de la Unión Internacional de Patinaje sobre Hielo (ISU) y la Federación Neerlandesa de Patinaje sobre Hielo.
Las competiciones se realizaron en el estadio Thialf de la ciudad neerlandesa.

## Resultados

### Masculino
| Evento                      | Oro                                       | Plata                                   | Bronce                                           |
| --------------------------- | ----------------------------------------- | --------------------------------------- | ------------------------------------------------ |
| 500 m (09.01)               | Yevgueni Lalenkov · Rusia · 36,20 s       | Konrad Niedźwiedzki · Polonia · 36,25 s | Robert Lehmann · Alemania · 36,34 s              |
| 1500 m (10.01)              | Sven Kramer · Países Bajos · 1:46,53      | Yevgueni Lalenkov · Rusia · 1:46,62     | Ebrico Fabris · Italia · 1:46,68                 |
| 5000 m (09.01)              | Sven Kramer · Países Bajos · 6:15,76      | Håvard Bøkko · Noruega · 6:18,51        | Wouter olde Heuvel · Países Bajos · 6:21,84      |
| 10 000 m (11.01)            | Sven Kramer · Países Bajos · 13:00,16     | Håvard Bøkko · Noruega · 13:09,23       | Carl Verheijen · Países Bajos · 13:18,11         |
| Clasificación total (11.01) | Sven Kramer · Países Bajos · 148,564 pts. | Håvard Bøkko · Noruega · 150,495 pts.   | Wouter olde Heuvel · Países Bajos · 150,629 pts. |

### Femenino
| Evento                      | Oro                                           | Plata                                      | Bronce                                             |
| --------------------------- | --------------------------------------------- | ------------------------------------------ | -------------------------------------------------- |
| 500 m (10.01)               | Ala Shabanova · Rusia · 39,58 s               | Claudia Pechstein · Alemania · 39,74 s     | Daniela Anschütz · Alemania · 40,00 s              |
| 1500 m (11.01)              | Daniela Anschütz · Alemania · 1:57,21         | Claudia Pechstein · Alemania · 1:57,72     | Paulien van Deutekom · Países Bajos · 1:58,12      |
| 3000 m (10.01)              | Claudia Pechstein · Alemania · 4:04,41        | Daniela Anschütz · Alemania · 4:04,97      | Paulien van Deutekom · Países Bajos · 4:05,24      |
| 5000 m (11.01)              | Martina Sáblíková · República Checa · 6:53,19 | Claudia Pechstein · Alemania · 7:02,99     | Daniela Anschütz · Alemania · 7:04,09              |
| Clasificación total (11.01) | Claudia Pechstein · Alemania · 162,014 pts.   | Daniela Anschütz · Alemania · 162,317 pts. | Martina Sáblíková · República Checa · 162,815 pts. |

## Medallero
- Solo se otorgan medallas en la clasificación general.

| Núm. | País            | Oro | Plata | Bronce | Total |
| ---- | --------------- | --- | ----- | ------ | ----- |
| 1    | Alemania        | 1   | 1     | 0      | 2     |
| 2    | Países Bajos    | 1   | 0     | 1      | 2     |
| 3    | Noruega         | 0   | 1     | 0      | 1     |
| 4    | República Checa | 0   | 0     | 1      | 1     |
|      | TOTAL           | 2   | 2     | 2      | 6     |